# 3770 Nizami
3770 Nizami (1974 QT1) là một tiểu hành tinh vành đai chính được phát hiện ngày 24 tháng 8 năm 1974 bởi L. Chernykh ở Nauchnyj.